# Iris helena
Iris helena là một loài thực vật có hoa trong họ Diên vĩ. Loài này được C. Koch miêu tả khoa học đầu tiên.